# Albi di Dylan Dog (2014)
Albi del fumetto Dylan Dog pubblicati nel 2014.
| Nr. | Titolo                      | Mese di pubblicazione | Soggetto                         | Sceneggiatura        | Disegni                 | Copertina    |
| --- | --------------------------- | --------------------- | -------------------------------- | -------------------- | ----------------------- | ------------ |
| 329 | ...e lascia un bel cadavere | gennaio               | Giovanni Di Gregorio             | Giovanni Di Gregorio | Giovanni Freghieri      | Angelo Stano |
| 330 | La magnifica creatura       | febbraio              | Giancarlo Marzano                | Giancarlo Marzano    | Marco Nizzoli           | Angelo Stano |
| 331 | La morte non basta          | marzo                 | Giovanni Di Gregorio             | Giovanni Di Gregorio | Gianluca e Raul Cestaro | Angelo Stano |
| 332 | Destinato alla terra        | aprile                | Giuseppe De Nardo                | Giuseppe De Nardo    | Luca Dell'Uomo          | Angelo Stano |
| 333 | I raminghi dell'autunno     | maggio                | Fabio Celoni                     | Fabio Celoni         | Fabio Celoni            | Angelo Stano |
| 334 | La paga dell'Inferno        | giugno                | Giovanni Di Gregorio             | Giovanni Di Gregorio | Daniele Bigliardo       | Angelo Stano |
| 335 | Il calvario                 | luglio                | Giovanni Gualdoni                | Giovanni Gualdoni    | Paolo Martinello        | Angelo Stano |
| 336 | Brucia, strega... Brucia!   | agosto                | Giuseppe De Nardo                | Giuseppe De Nardo    | Gabriele Ornigotti      | Angelo Stano |
| 337 | Spazio profondo             | settembre             | Roberto Recchioni                | Roberto Recchioni    | Nicola Mari             | Angelo Stano |
| 338 | Mai più, ispettore Bloch    | ottobre               | Paola Barbato                    | Paola Barbato        | Bruno Brindisi          | Angelo Stano |
| 339 | Anarchia nel Regno Unito    | novembre              | Gigi Simeoni e Roberto Recchioni | Gigi Simeoni         | Giampiero Casertano     | Angelo Stano |
| 340 | Benvenuti a Wickedford      | dicembre              | Michele Medda                    | Michele Medda        | Marco Nizzoli           | Angelo Stano |

## ...e lascia un bel cadavere
L'impresario Maurice Forster, rappresentante di alcune star dello spettacolo, ingaggia Dylan Dog affinché scopra la causa delle sempre più frequenti crisi depressive che stanno colpendo i suoi rappresentati. L'uomo è infatti convinto che dietro tutto questo si nasconda uno strano e misterioso personaggio.

## La magnifica creatura
Mentre Dylan Dog si aggira per le strade di una innevata Londra, a bordo del suo Maggiolino, gli si para davanti una bellissima ragazza completamente nuda. Dylan dovrà così scoprire da dove proviene la donna sbucata dal nulla e cosa si cela dietro il suo oscuro passato.

## La morte non basta
Quando alcune persone ritenute morte, tra cui Gloria, una ex di Dylan Dog, tornano dall'Oltretomba cominciando ad uccidere, l'ispettore Bloch chiede l'aiuto di Dylan per risolvere il mistero. I Ritornati, questo il nome dato loro, tornano in vita solo per poco tempo, uccidere e poi sparire misteriosamente. 

## Destinato alla terra
Mentre Dylan Dog si ritrova rinchiuso in una prigione, legato ad un letto e in preda alle allucinazioni, all'Ispettore Bloch, in una Scotland Yard ammutolita, viene comunicato il ritrovamento del cadavere dello stesso Dylan. Giunto all'obitorio l'ispettore scopre che quello che giace sul tavolo non è il suo amico, ma un uomo con addosso i documenti dell'Indagatore dell'Incubo.

## I raminghi dell'autunno
Groucho ha deciso di abbandonare Dylan per unirsi all'Horror Circus, un circo itinerante i cui mostruosi interpreti inscenano spettacoli da brivido, e sono ormai passati due anni dal suo addio. Il circo ad ogni autunno si ferma a Londra e Dylan, convinto che il suo amico sia stato plagiato dalle persone che ne fanno parte, è deciso a scoprire la verità, visto che il suo ex assistente non vuole neppure più vederlo.

## La paga dell'Inferno
Dylan Dog viene assunto dal direttore dell'Inferno di Golconda per indagare su qualcuno che sta uccidendo le anime dei serial killer lì presenti. Dylan si ritrova così ad oscillare tra la vita e la morte conducendo quindi le indagini tra Terra e Inferno, per poter riottenere la sua normale vita. 

## Il calvario
Il figlio di Dylan Dog, Johnny, si ammala gravemente e improvvisamente, nessun dottore è però in grado di capire quale sia la sua malattia. La sua vicenda sembra collegata a quella di Thomas Shore, un ragazzo scomparso misteriosamente nel nulla. Dylan cercherà così di scoprire il mistero, portando il lettore alla scoperta del perché l'indagatore abbia un figlio di cui mai si è accennato in precedenza.

## Brucia strega... Brucia!
Dylan Dog si reca a Greenhaven, un sobborgo a pochi chilometri da Londra, in cui accadano strani avvenimenti. Un uomo viene ucciso da due coccodrilli all'interno di una camera d'albergo allagata, mentre il pub del paese viene infestato da serpenti velenosi. Dylan, aiutato dal parroco del luogo, cerca così di venire a capo del mistero, sulle tracce di una vecchia strega che abita ai margini del paese.

## Spazio profondo
L'albo è ambientato nell'anno 2427 a bordo di un'astronave madre che ha il compito di recuperare un'altra astronave alla deriva e rimasta apparentemente senza equipaggio a causa di un'invasione di fantasmi spaziali. Il recupero viene affidato ad un team composto da una versione sintetica di Dylan Dog, affiancato da altri quattro esseri sintetici basati sempre sul carattere dell'indagatore, ma con alcune modifiche.
- Albo completamente a colori per celebrare l'inizio del rinnovamento editoriale della testata.

## Mai più, ispettore Bloch
Anche per l'ispettore Bloch arriva il tempo della tanto agognata pensione. Mentre Dylan Dog aiuta il suo amico a sopportare il cambio di vita, arriva la richiesta di una cliente, Nora, di indagare su se stessa. La ragazza infatti è stata uccisa senza però morire.
- La copertina è un chiaro omaggio al volume "The Amazing Spider-Man 50" disegnata da John Romita Sr..[2]
- Si tratta di un albo di 112 pagine, invece delle canoniche 98.

## Anarchia nel Regno Unito
Dylan Dog fa conoscenza, suo malgrado, con l'ispettore Carpenter, andato a sostituire l'ispettore Bloch dopo il suo pensionamento. Dylan viene così incolpato di svariati crimini, gli viene ritirato il vecchio tesserino di poliziotto e viene portato in una cella di Scotland Yard. Tutto questo mentre per le strade di Londra esplode una guerra civile che il nuovo ispettore è chiamato a sedare.

## Benvenuti a Wickedford
Dylan Dog si reca nella cittadina di Wickedford, un tranquillo paesino fuori Londra dove l'ex ispettore Bloch ha deciso di vivere dopo il pensionamento. Nonostante la tranquillità del posto, i due si ritroveranno ad aiutare la polizia locale ad indagare sul rapimento di tre ragazzini. Il principale sospettato sembra essere Adrian, un ragazzo affetto da una rara sindrome che ha reso il suo viso completamente deforme.